# Eunice Harriett Garlick
 Eunice Harriett „Una“ Garlick (* 15. Februar 1883 in Mount Eden, Auckland, Neuseeland; † 17. März 1951 in Auckland, Neuseeland) war eine neuseeländische Fotografin. Sie war 1921 das erste weibliche Mitglied der Auckland Photographic Society und 1930 Gründungsmitglied der Aucklander Zweigstelle der Ex Libris Society. Ihr bekanntestes Werk ist eine Porträtserie von Maori-Frauen.

## Leben und Werk
Garlick war das siebte von zehn Kindern der in England geborenen Eltern Ellen Green und ihres Mannes Richard Knight Garlick. Ihr Vater war Kauri-Harz-Händler und die Familie lebte in einem großen Haus mit weitläufigem Grundstück. Nachdem sie von etwa 1895 bis 1900 das Whanganui Girls’ College besucht hatte, kehrte sie zu ihrer Familie zurück. Sie heiratete nie und weder sie noch ihre beiden unverheirateten Schwestern waren jemals gezwungen, ihren Lebensunterhalt zu verdienen.
Garlicks Eltern und Geschwister interessierten sich sehr für Musik und Handarbeiten und förderten ihre künstlerischen Aktivitäten. Zu ihren Freunden gehörte Edith Whitelaw, eine erste Geigerin des Orchesters der Auckland Choral Society und spätere Leiterin der Auckland Orchestral Society. Garlick spielte mit Whitelaw im Bohemian Orchestra in Auckland.
Es ist nicht genau bekannt, wann Garlick mit der Produktion von Fotoarbeiten begann, aber sie richtete ihre erste Dunkelkammer unter dem Wintergarten des Hauses ihrer Familie ein. Einige Jahre nach dem Tod ihres Vaters im Jahr 1899 zog Una mit ihrer Mutter und zwei unverheirateten Schwestern in ein kleineres Haus, wo sie erneut eine Dunkelkammer einrichtete. Sie lebten dort bis 1931, als die Schwestern ein neues Haus in Remuera, kauften, wo sie auch eine Dunkelkammer installierte.
Garlicks Großfamilie und Freunde verschafften ihr Arbeit bei der Aufzeichnung von Hochzeiten und Familientreffen. Ihr einziges Einkommen schienen gelegentliche Aufträge für Porträts und Preisgelder bei Wettbewerben gewesen zu sein. Auf der Suche nach interessanten Motiven reiste sie mit ihrem Auto und ihrer Kamera durch ganz Neuseeland und unternahm mit der einer ihrer Schwestern mehrere Auslandsreisen.
Sie war die erste Frau, die als Mitglied des Auckland Camera Club (später Auckland Photographic Society) nominiert wurde, nachdem dieser 1921 seine Regeln geändert hatte, um „Damenmitglieder“ aufzunehmen. Von 1922 bis 1927 nahm sie an den monatlichen Wettbewerben teil. Von 1925 bis 1931 wurden mehr als 30 Abzüge von internationalen Salons in London, Paris, Boston und Vancouver angenommen und sie wurde assoziiertes Mitglied der Royal Photographic Society. So stellte sie 1926 mit zwei weiteren Neuseeländern ihre Arbeiten auf der Internationalen Ausstellung des London Salon of Photography aus.
Garlick identifizierte sich wie auch andere neuseeländische Fotografen, wie Gerald E. Jones und George Chance, mit dem Piktorialismus. In dieser kunstfotografischen Stilrichtung erstellte sie ihre Landschaftsbilder. Sie ist jedoch vor allem durch eine Reihe eindrucksvoller Porträts von Māori-Frauen bekannt. Eine dieser Studien mit dem Titel „Georgina“ erschien 1930 im American Annual of Photography.
Garlick starb am 17. März 1951 in ihrem Haus in Remuera an Krebs.
Das Auckland Institute and Museum besitzt eine Reihe von Garlicks Negativen und Drucken. Weitere Drucke werden im Rotorua Art and History Museum und in der Alexander Turnbull Library in Wellington aufbewahrt. Werke von Garlick befinden sich in der Sammlung des Auckland War Memorial Museum Tāmaki Paenga Hira.